# De Cock en de ontluisterende dood
De Cock en de ontluisterende dood  is het zevenendertigste deel van de detectivereeks De Cock van de Nederlandse auteur Appie Baantjer waarin rechercheurs Jurriaan 'Jurre' de Cock en Dick Vledder de moord oplossen op een man die dood met afgesneden penis is gevonden in zijn auto aan de Oosterdokskade in Amsterdam. Uiteindelijk blijkt het motief van de moord jaloezie in de relationele sfeer.

## Verhaal
Rechercheur De Cock van het bureau Warmoesstraat hoort tot zijn verbazing Dick Vledder zeggen dat hij in het onderwijs had gewild. Morgen gaat Vledder naar het Paleis van Justitie om te horen hoe de officier van justitie de zaak van de vier bridgende moorddames tot een goed einde gaat brengen. Bij het verlaten van de recherchekamer om kwart over elf zit buiten een oude man te wachten, die er nog niet toe is gekomen om aan te kloppen. De Cock zegt hem formeel morgen maar terug te komen, temeer daar de man zelf zegt dat het niet zo erg belangrijk is. Beneden in de hal houdt wachtcommandant Jan Kusters de twee rechercheurs tegen. Aan de Oosterdokskade is een vermoorde man aangetroffen. Tussen twee Duitse autobussen ligt het lijk van een man met een afgesneden penis. Het is Bouke Anne Minnertsga, 38 jaar oud, geboren te Bolsward en woonachtig aan de Prinsengracht te Amsterdam. Tot verbazing van De Cock vindt Dick Vledder in de omgeving van de plaats delict zijn Mitsubishi Galant 1800 GKX hatchback terug. In de niet afgesloten auto ruikt De Cock een parfumlucht en vindt Dick Vledder een glimmende lakschoen met naaldhak: Assepoester!
De volgende morgen krijgt De Cock van de wachtcommandant een folder over een  magnetron overhandigd. Dit omdat De Cock ’s avonds na 23 uur thuis altijd warme chocolademelk wil drinken, die zijn vrouw voor hem klaarzet. Bij de recherchekamer zit dan al de weduwe Ranske Minnertsga te wachten, die haar man mist. Zij doceert Duits aan hetzelfde Bartholinus gymnasium, waar haar man docent klassieke talen was. Ze zegt 10 jaar gehuwd te zijn geweest en vanuit Sneek naar Amsterdam te zijn verhuisd. Maar zijn dood komt voor haar als een bevrijding. Na haar vertrek vraagt De Cock naar het mysterieuze briefje dat bij de lijkschouwing door dokter Den Koninghe tevoorschijn was gekomen. Het bevatte de tekst: God zal je leren te descrimineren, vuile vieze meidegek.
Als Dick Vledder terugkomt van de sectie, is De Cock opgetogen over twee gemaakt spelfouten. De twee rechercheurs nemen contact op met de jonge leraar Nederlands van het gymnasium, Hans Boschgraed. Laatstgenoemde weet onmiddellijk zijn leerling uit de hoogste klas Roeland van Ieperen als schrijver van het foute briefje te duiden. Dick Vledder rijdt zijn collega De Cock nu tegen zijn zin naar het woonadres van Roeland in Duivendrecht. Daar vertelt zijn moeder dat haar zoon is gevlucht. Terug aan de Warmoesstraat heeft wachtcommandant Caroline Hoogwoud laten insluiten. De zaak is opgelost want ze kwam zichzelf aanmelden. Maar De Cock ontmaskert haar na een scherp verhoor als liegende vriendin van Roeland van Ieperen, die radeloos op de vlucht is. Ze vertelt van de gruwelijke conflicten in de klas tussen leerling Roeland en docent Minnertsga. Ze beschuldigt op haar beurt een leerlinge Marijke van de moord, maar als na haar vertrek Dick Vledder serieus dit nieuwe spoor wil oppakken, besluit De Cock dat het tijd is voor een cognackie bij Smalle Lowietje. De docent klassieke talen blijkt het etablissement van Lowie veelvuldig te hebben bezocht met Agneet, de dochter van Rooie Betsy, die graag wilde dat haar dochter een behoorlijke opleiding kreeg. Maar toen de seksuele verhouding bekend werd op school, werd de leerlinge verwijderd en niet de docent. Ze bleef Minnertsga zien en vorige week beet haar moeder hem toe dat ze hem zijn pik moesten afsnijden. Lowietje beaamt dat op dat moment zijn tent vol zat.
Terug aan de Warmoesstraat zit een leraar Frans te wachten, Guillaume du Bartas. Hij bekent nu in het openbaar een relatie te onderhouden met weduwe en collega Ranske. Na het verhoor en bij het beëindigen van hun dienst zit opnieuw de oude man van de avond ervoor te wachten. Wederom krijgt hij het advies morgen terug te komen. De volgende morgen is Dick Vledder op de elektronische schrijfmachine bezig met zijn verbaal inzake de ontluisterende dood. Collega De Cock vindt het best een treffende werktitel voor hun moordzaak. Hij vertelt opgewekt dat zijn vrouw na een initiële weigering na overleg met de buurvrouw toch een magnetron heeft aangeschaft. De chocolademelk zal zo altijd warm zijn, want De Cock kan al goed met het apparaat opschieten. Vledder stuurt hem wel meteen door naar een ontstemde chef Buitendam. Die heeft een flater geslagen bij de OvJ door te melden dat de moordzaak reeds was opgelost. Maar de Cock liet Caroline Hoogwoud vrij en zulks is slechts voorbehouden aan een (hulp-)officier van justitie, zoals commissaris Buitendam. De Cock vindt dat zijn chef blij moet zijn met ondergeschikten die hun chefs voor blunders behoeden en wordt de kamer uitgestuurd. De twee rechercheurs besluiten rooie Betsy op te gaan zoeken. Maar die heeft behalve zorgen om haar dochter weinig nieuws te vertellen. Terug op het bureau zit de leraar Engels te wachten, Gerard Koster. Hij is de vertrouwenspersoon van de voortvluchtige leerling Roeland, die inderdaad de bewuste spellingfouten maakt.
Na zijn vertrek wil Dick Vledder vaart zetten achter de opsporing van Roeland van Ieperen, maar De Cock besluit dat ze eerst gaan babbelen met Agneet van den Heuvel. De Cock verschaft zich toegang op het adres aan de Korte Marnixkade met behulp van het apparaat van Handige Henkie. Binnen ruikt De Cock de jasmijngeur uit de Mitsubishi Galant. Als Agneet later binnenkomt bekent ze haar verhouding met haar oud-docent en de afkeurende houding van haar moeder. Op de avond van de moord was ze inderdaad bij hem in zijn auto maar ze kregen ruzie toen hij weer niet van zijn vrouw wilde scheiden en ze verloor haar schoen in de auto. Wat later vond ze hem dood met afgesneden geslachtsdeel. Die nacht maakt wachtcommandant Jan Kusters wederom melding van het oude mannetje dat naar De Cock vroeg en onverrichter zake weg was gegaan. Laatstgenoemde wil naar zijn magnetron met chocolademelk, maar de vondst van een nieuw lijk op de oude plaats delict verhindert dat. Dezelfde diender van de eerste moord legt uit dat hij hoopte dat de moordenaar terug zou komen naar de plaats delict. In plaats van een moordenaar trof hij een nieuw lijk met afgesneden penis. De twee rechercheurs herkennen Guillaume du Bartas. De Cock draagt de formaliteiten met de meute over aan zijn collega en wandelt terug naar het politiebureau. Daar wil weduwe Minnertsga juist aangifte doen van de verdwijning van haar vriend, de leraar Frans. Op het bericht van zijn dood glijdt ze bewusteloos naar de vloer.
De volgende ochtend heeft De Cock moeie voeten en dat betekent dat het onderzoek muurvast zit. Het onderzoek gaat echter door en Gerard Koster herkent tot zijn verbazing het dreigbriefje van Roeland van Ieperen als een product van de schrijfmachine van Ranske Minnertsga. Lowietje komt vervolgens opgewonden de recherchekamer binnenlopen om te melden dat Rooie Betsy de begrafenisplechtigheid van docent Minnertsga op de Begraafplaats Vredenhof wil verstoren. Het moet een grote rel worden tegen het Bartholinus Gymnasium. De volgende ochtend dwingt Dick Vledder zijn collega een telexbericht uit Sneek te lezen. In een smalle steeg ter plaatse is een dode man gevonden met een afgesneden penis. De twee rechercheurs rijden linea recta naar de nieuwe plaats delict en krijgen ter plaatse assistentie van Sietse van der Meer en Barry van Bockel. Sietse heeft in Amsterdam bij de recherche gewerkt maar is wegens een gebrek aan woonruimte naar Sneek getogen, waar hij met woonruimte en lofprijzingen werd binnengehaald. Ze nemen het doopceel door van de 25-jarige Sjoerd Sierkema en zoeken naar aanknopingspunten. Ze worden in contact gebracht met een oude leraar van de middelbare school, Foppe van Harinxma, die ook nog even Minnertsga als collega heeft gehad, voor hij naar Amsterdam moest vluchten. Maar ook Sjoerd was bijna van school gestuurd wegens een verhouding met Ranske Minnertsga.
Terug in Amsterdam besluit rechercheur De Cock twee dagen onder te duiken. Achtenveertig uur later is hij terug met een valstrik. Ook de rechercheurs Appie Keizer, Fred Prins, Frans Raap en Hans Rijpkema worden ingeschakeld. Docent Gerard Koster fungeert als potentieel slachtoffer. Op de oude plaats delict raakt Fred Prins in gevecht met een man met een groot mes. Laatstgenoemde wordt bewusteloos geslagen en Fred houdt er een vleeswond in zijn arm aan over. De bewusteloze man is Hans Boschgraed. Thuis legt De Cock het weer uit voor de collega rechercheurs. Ranske Boschgraed is een opvallende schoonheid met vele al dan niet heimelijke bewonderaars. De leraar Nederlands dacht dat hij de enige was en ruimde haar man op. Een briefje van zijn hand leidde naar Roeland van Ieperen. Maar na de moord op de leraar Frans viel Roeland voor De Cock af en kwam hij terug bij de leraar Nederlands. Laatstgenoemde had zijn concurrent uit woede opgeruimd en toog vervolgens zelfs naar Sneek om een jeugdige minnaar van Ranske ook om te brengen. Zijn jaloezie was allesvernietigend geworden en hij wilde dan ook zelfmoord plegen. Volgens mevrouw De Cock sneed hij de penissen af omdat die wel de toegang hadden gekregen die hem was ontzegd en haar man vindt dat een scherpe diagnose. De leraar Engels speelde vervolgens een toneelstukje door met medewerking van Ranske een verhouding te suggereren, waarop Hans Boschgraed voor de vierde keer wilde toeslaan. Na afloop van de bijeenkomst wil mevrouw de Cock nog weten of de geheimzinnige oude man iets met de zaak heeft te maken. Jurre vertelt haar dat het de vader van Hans is, die nog bij zijn vader thuis woonde. Hij wilde de rechercheurs waarschuwen voor zijn zoon. Tot slot moet De Cock huilen om zijn eigen falen.